# クリントン・モラ
クリントン・モラ（Clinton Mola、2001年3月15日 - ）はイギリス（イングランド）・ロンドン・カムデン区出身のサッカー選手。レディングFC所属。ポジションは MF、ⅮＦ。

## 経歴
2015年よりチェルシーのユースチームでプレー。
2020年1月31日、VfBシュトゥットガルトと2024年6月までの4年半契約を結び、プロキャリアをスタートした。
2022年9月1日、母国イングランドのブラックバーン・ローヴァーズFCへ2023年6月までの期限付き移籍をした
2023年9月1日、レディングFCに1年契約で移籍した。